# Pedrafita do Cebreiro
Pedrafita do Cebreiro è un comune spagnolo di 1 199 abitanti situato nella comunità autonoma della Galizia.

## O Cebreiro
La località è nota perché all'interno del suo municipio è situato il villaggio Cebreiro o O Cebreiro (1293 m s.l.m.).
O Cebreiro, che si raggiunge subito dopo aver oltrepassato l'Alto do Cebreiro è la porta d'accesso alla Galizia per chi percorre il Camino Francés del Cammino di Santiago. Cebreiro venne fondata prima dell'arrivo dei Romani, come testimoniano le "pallozas", abitazioni di pietra dalla forma ellittica con tetti di paglia, di probabile origine celtica.

### Santa Maria la Real e il Miracolo Eucaristico
Nel villaggio di O Cebreiro si trova un sito di interesse e valore storico: la chiesa preromanica di Santa Maria la Real, fondata nell'XI secolo dai monaci benedettini. Al suo interno è possibile ammirare la cappella di San Benito, dedicata ai monaci fondatori, e la cappella del Milagro, al cui interno si conservano le reliquie del miracolo eucaristico che sarebbe avvenuto nel 1300 e la statua di Santa Maria la Real che, secondo la tradizione, avrebbe spalancato gli occhi dallo stupore di fronte al miracolo.
In un giorno d'inverno un contadino del vicino paese di Barxamaior, di nome Juan Santìn, incurante del freddo intenso, si recò come di consueto ad ascoltare la messa. Il monaco celebrante, che non credeva alla reale presenza di Gesù nell'ostia consacrata, quando vide arrivare Juan Santìn, avrebbe mormorato con disprezzo "cosa non si fa per assicurarsi un pezzo di pane e un sorso di vino...". Durante l'eucaristia il pane e il vino si sarebbero trasformati in carne e sangue davanti agli occhi increduli del poco compassionevole monaco.